# Laagland van Kolyma
Het Laagland van Kolyma of Kolyma-laagvlakte (Russisch: Колымская низменность; Kolymskaja nizmennost) is een laaglandgebied in Noordoost-Siberië, in het noordwesten van de Russische autonome deelrepubliek Jakoetië. Het bevindt zich in de stroomgebieden van de rivieren Alazeja, Bolsjaja Tsjoekotsja en de linkeroever van de Kolyma. Het grenst in het westen aan het Jana-Indigirkalaagland, in het zuiden aan het Alazeja- en het Joekagierenplateau en in het oosten loopt het op naar het Anjoejgebergte.
De laagvlakte heeft een gemiddelde hoogte van 100 meter met incidentele massieven die zich tot 200 tot 300 meter boven zeeniveau kunnen uitsteken. Het laagland wordt gevormd door rivier- en meerleemgronden en leemzand met een dikte van ongeveer 120 meter.
Het laagland ligt in een gebied met een subarctisch klimaat en wordt gekarakteriseerd door cryosol-thermokarstachtige reliëfvormen, hetgeen terug valt te zien in de vele meren en moerassen, terwijl de ondergrond wordt gekenmerkt door permafrost.
In het zuidelijke deel overheersen spaarse moerassige lariksbossen. Ten noorden van de 69e breedtegraad komen met name verhoute grastoendra's voor, die in het noordoostelijke deel van het Kolymalaagland overgaan in arctische bodems. Het gebied is erg dunbevolkt, waarbij de meeste plaatsen zich aan zee of aan rivieren bevinden. De belangrijkste plaatsen in het gebied zijn Zyrjanka en Srednekolymsk. In het gebied worden rendieren gehouden.